# Международные обязательства России в сфере авторского права
Международных обязательств России в сфере авторского права практически не существовало во времена Российской империи и в течение большей части истории Советского Союза. В царские времена было заключено всего несколько договоров в сфере авторского права с другими странами; эти договора, кроме того, были слабыми и кратковременными. Все договора царских времён истекли к концу Первой мировой войны.
После Октябрьской революции СССР не стал поддерживать никаких международных обязательств до 1967 года, когда было подписано первое соглашение с Венгрией. В 1973 году СССР присоединился к Всемирной конвенции об авторском праве, взяв тем самым взаимные обязательства в сфере авторского права с западными странами. Впоследствии был заключён ряд двусторонних соглашений, включая 2 с западными странами (Австрией в 1981 году и Швецией в 1986 году). В 1989 году правительство СССР объявило о своём намерении присоединиться к Бернской конвенции, но распад СССР состоялся до того, как это намерение было реализовано. Россия присоединилась к Бернской конвенции в 1994 году, конвенция вступила в силу в России 13 марта 1995 года.

## Российская империя
Первые международные договоры в сфере авторского права были заключены Российской империей летом 1861 года с Францией и в июле 1862 года с Бельгией. Оба договора предоставляли взаимную защиту авторских прав, но были ограничены только литературными произведениями; права на переводы не были затронуты и была ясно дозволена цензура. Оба соглашения были признаны утратившими силу в 1887 году.
Под давлением Запада были подписаны новые договоры: в 1904 году с Германией, в 1905-м с Францией и в 1906-м с Австро-Венгрией. После того, как в 1911 году был принят новый закон «Об авторском праве», новые или обновлённые договора были заключены с Германией (1911), Францией (1911), Бельгией (1913-14) и Данией (1915). Все эти договоры предоставляли взаимную защиту авторских прав и также включали в себя права на перевод автора, которые были защищены в течение 10 лет с момента оригинальной публикации работы. Эти договоры были заключены на короткий срок и истекли через 3-5 лет. Российская империя планировала присоединиться к Бернской конвенции в начале XX века, но, согласно Стояновичу, это не было реализовано из-за начала Первой мировой войны.

## СССР
После Октябрьской революции Советский Союз изначально вообще не имел международных обязательств в сфере авторского права. Во время проведения новой экономической политики (нэпа) советское правительство неудачно пыталось заключить новые двусторонние соглашения с Великобританией, Германией и Италией. После этих провалившихся попыток СССР сохранял изоляционистскую политику в сфере авторского права до конца 1960-х годов. Первое двустороннее соглашение с Венгрией вступило в силу 17 ноября 1967 года, а 8 октября 1971 года последовало двустороннее соглашение с Болгарией. Оба соглашения предоставляли взаимную защиту авторских прав с общим сроком в 15 лет после смерти автора и также чётко определяли взаимность бесплатного использования.
27 февраля 1973 года СССР вместе с ЮНЕСКО разместил декларацию о присоединении к женевской версии Всемирной конвенции об авторском праве (ВКАП) от 1952 года. Тремя месяцами позже, 27 мая 1973 года ВКАП вступила в силу в отношении СССР, что установило международные обязательства в сфере авторского права с западными странами. СССР выбрал такое время присоединения к Женевской конвенции, чтобы оно произошло до вступления в силу парижской версии 1971 года. Когда вступила в силу парижская версия конвенции, присоединение к более ранней женевской версии стало невозможным и СССР пришлось бы принять более строгие положения парижской версии 1971 года, которые, в частности, ясно признавали исключительные права автора на воспроизведение, исполнение и передачу произведения. Такие смежные права не существовали в советских законах.
С присоединением СССР к ВКАП советские произведения, впервые опубликованные 27 мая 1973 года или после этой даты, стали защищены авторским правом во всех странах, подписавших конвенцию. Иностранные произведения, впервые опубликованные после этой даты в стране, подписавшей ВКАП или гражданином такой страны, в силу присоединения СССР к конвенции стали защищены авторским правом в Советском Союзе.
На Западе изначально существовали опасения, что советские власти будут злоупотреблять положениями ВКАП, чтобы цензурировать нежелательные произведения за границей: государство могло принудительно покупать авторские права на такие работы без согласия авторов и затем судиться в иностранных судах против публикации советских произведений за границей, так как авторские права тогда были бы собственностью государства, но этого не произошло. Очевидно, советские власти посчитали меры, предоставляемые собственными законами, в особенности статьями 70 и 190¹ Уголовного кодекса РСФСР об «антисоветской агитацией и пропагандой», достаточными для того, чтобы справляться с диссидентами без использования законодательства об авторском праве. Более того, подобные действия бы значительно повредили репутации СССР за границей и было сомнительно, что зарубежные страны бы считались с этими национализациями. США включили в свой закон об авторском праве 1976 года статью 201(e), чётко признававшую недействительными все недобровольные передачи авторских прав. Это положение было включено в американский закон 1976 года именно для того, чтобы предотвратить попытки советских властей злоупотребить ВКАП для цензуры работ диссидентов в США, хотя таких попыток никогда не было.
Несмотря на своё присоединение ко Всемирной конвенции СССР продолжил заключать двусторонние соглашения. Новые соглашения были заключены с Германской Демократической Республикой (вступило в силу 21 ноября 1973 года), Польшей (4 октября 1974 года) и Чехословакией (18 марта 1975 года). Соглашение 1967 года с Венгрией было продлено в 1971 году и обновлено в 1977 году, а соглашение с Болгарией было обновлено в 1975 году. Соглашения с Венгрией и Чехословакией также включали положение о защите моральных прав «без ограничения по времени». В 1981 году СССР было подписано первое двустороннее соглашение с западной страной — соглашение с Австрией вступило в силу 16 декабря 1981 года. 30 мая 1985 года последовало соглашение с Кубой, а в 1986 году было заключено второе соглашение с западной страной, Швецией. Все эти соглашения выходили за пределы положений ВКАП, так как они применялись ретроактивно и чётко распространялись также и на работы, опубликованные до присоединения СССР к ВКАП и всё ещё защищённые авторским правом в стране происхождения в 1973 году (соглашение с Австрией было изменено, чтобы защитить такие работы авторским правом, в 1989 году). 19 апреля 1989 года было заключено соглашение с Мадагаскаром. Соглашение с ГДР было аннулировано СССР 2 июня 1991 года после вопросов о его применимости после объединения Германии.
20 октября 1988 года СССР присоединился к Брюссельской конвенции о мерах по предотвращению несанкционированной передачи несущих программы спутниковых сигналов. Соглашение стало действовать для СССР с 20 января 1989 года. В том же году советское правительство сообщило о своём намерении присоединиться к Бернской конвенции, но СССР был распущен до реализации этого намерения.
Экономические изменения в СССР привели к подписанию 1 июня 1990 года президентами Горбачёвым и Бушем торгового соглашения между СССР и США. В этом соглашении США ввели ряд мер в сфере интеллектуальной собственности в обмен на предоставление СССР статуса государства, пользующегося режимом наибольшего благоприятствования. Соглашение обязывало СССР присоединиться к Бернской конвенции и включить в свои законы описание смежных прав, схожее с присутствующим в Римской конвенции. СССР согласился в соглашении принять существенные шаги в изменении своего законодательства к 1991 году. Соглашение было ратифицировано США 23 декабря 1991 года. Советская сторона уже не могла ратифицировать соглашение, но Россия сделала это 12 июня 1992 года.

## Россия
После распада Советского Союза Россия как крупнейшее государство-правопреемник СССР взяла на себя все международные обязательства бывшего СССР, включая подписание ВКАП. Соответственно, Россия с этого времени считалась государством-подписантом ВКАП (в женевской версии 1952 года) с даты присоединения СССР к этому соглашению, то есть с 27 мая 1973 года. Членство СССР в Брюссельской конвенции также было продолжено Россией с 25 декабря 1991 года.
25 июня 1993 года Россия и Армения подписали соглашение о взаимной защите авторских прав. Чтобы прояснить ситуацию с авторскими правами в странах, составлявших бывший СССР, страны Содружества Независимых Государств согласились о подписании соглашения о сотрудничестве в области охраны авторского права 24 декабря 1993 года. По Московскому соглашению все подписавшие его страны объявили о своём присоединении к ВКАП в дату присоединения к конвенции СССР и подтвердили это у ЮНЕСКО, которая патронирует ВКАП. Это положение является предметом правила более короткого срока. Целью Московского соглашения было избежать того, что старые советские произведения стали бы защищены авторским правом только в некоторых странах, но перешли бы в общественное достояние в ряде других. Московское соглашение вступило в силу в России 6 мая 1995 года.
В тот же год Россия и Швейцария заключили торговое соглашение, в котором они предоставили друг другу режим наибольшего благоприятствования в сфере интеллектуальной собственности, то есть они согласились предоставить друг другу автоматически и без условий любые торговые преимущества, предоставляемые третьим странам. Это соглашение вступило в силу 1 июля 1995 года. Во всестороннем торговом соглашении с Европейским союзом, подписанном 24 июля 1994 года, Россия предоставила режим наибольшего благоприятствия и странам-членам ЕС, за исключением тех торговых преимуществ, которые уже были предоставлены всеми странами-правопреемницам СССР и тех, которые Россия предоставит третьим странам на эффективной взаимной основе. Так как ратифицировать это соглашение должны были все страны-члены ЕС, 17 июля 1995 года было подписано только временное соглашение, содержащее положения, касающиеся интеллектуальной собственности и режима наибольшего благоприятствования. Оно вступило в силу 1 февраля 1996 года.
3 ноября 1994 года российское правительство выпустило постановление о присоединении России к трём международным соглашениям в области авторского права: парижской версии Всемирной конвенции об авторском праве 1971 года, включая её приложения, Женевской конвенции по фонограммам, касающейся их несанкционированного воспроизведения и параллельного импорта, и Бернскую конвенцию. Документы о присоединении к этим соглашениям были посланы 9 декабря 1994 года. ВКАП в версии 1971 года вступила в силу в России 9 марта 1995 года. Женевская конвенция вступила в силу в отношении России 13 марта 1995 года и не была ретроактивной — она защищала только произведения, записанные после этой даты.

### Бернская конвенция
Бернская конвенция также вступила в силу в отношении России 13 марта 1995 года. Бернская конвенция ретроактивна: согласно её статье 18, она применяется ко всем произведениям, защищённым авторским правом в стране их происхождения (стране, где произошла первая публикация) в тот день, когда конвенция вступила в силу в отношении к присоединяющейся стране, такой как Россия. Поэтому произведения, которые были защищены авторским правом в России 13 марта 1995 года, стали защищены авторским правом во всех странах-подписантах Бернской конвенции. По положениям конвенции, иностранные произведения, которые не были защищены авторским правом в России, также стали защищены в ней авторским правом. Российские юристы высказывали опасения по этому поводу и правительство опасалось воздействия на торговый баланс с западными странами, если российским издателям пришлось бы внезапно платить вознаграждения за иностранные произведения. В постановлении о присоединении к Бернской конвенции Россия из-за этого сделала оговорку относительно статьи 18, утвердив, что действие конвенции «не распространяется на произведения, которые на дату вступления этой Конвенции в силу для Российской Федерации уже являются на её территории общественным достоянием». Для российского или советского произведения, страной происхождения которого является Россия, это было подтверждением статьи 18¹ Бернской конвенции; но при рассмотрении иностранных произведений это положение фактически отказало в ретроактивности Бернской конвенции внутри России.
Этот вопрос имел важность из-за проблем с иностранными произведениями, опубликованными до 27 мая 1973 года, когда СССР присоединился к конвенции. Такие произведения никогда не были предметом авторских прав в СССР или России. По статье 18² Бернской конвенции они должны были стать защищёнными авторским правом в 1995 году, так как эта статья исключала только произведения, которые раньше были защищены авторским правом, но на которые авторские права уже истекли, что не было применимо в России к произведениям, выпущенным до 1973 года. Оговорка, сделанная Россией, использовала немного отличающиеся формулировки, утверждающие, что произведения, бывшие в России в 1995 году в общественном достоянии, не могут быть защищены авторским правом заново. Так как произведения, выпущенные до 1973 года, вовсе не были защищены авторским правом в России, в России они продолжили быть в общественном достоянии. Россия, присоединившись к Бернской конвенции, получила скорее благоприятные условия: российские и советские работы стали ретроактивно защищены авторским правом в других странах, подписавших конвенцию, но работы, выпущенные в этих странах до 1973 года, не стали защищены авторским правом в России.
Эта российская интерпретация была жёстко раскритикована западными странами и, в особенности, США. Российские юристы, однако, неоднократно (и, по мнению Эльста, правильно) указывали на то, что и до этого существовал важный прецедент: в 1989 году, когда США присоединились к Бернской конвенции, они также отменили ретроактивность соглашения. С 1989 по 1995 годы США признавали действительными авторские права по Бернской конвенции только у тех произведений, которые были опубликованы в другой стране во время или после её присоединения к конвенции или после 1 марта 1989 года (с выбором более поздней из этих дат), и по Всемирной конвенции об авторском праве согласно положениям конвенции, то есть только на произведения, опубликованные в более позднюю дату из 16 сентября 1955 года (даты присоединения США к ВКАП) и даты присоединения к ВКАП рассматриваемой страны. В случае российских или советских произведений это означало, что до 1996 года США продолжала признавать авторские права только на советские произведения, опубликованные после 27 мая 1973 года.
Российские юристы детально спорили по вопросу ретроактивности. Гаврилов выступал за российскую оговорку к Бернской конвенции, в то время как Мэггс и Сергеев в 2002 году указали на несоответствие оговорки статье 30¹ Бернской конвенции, с чем в 2002 году согласились Подшибихин и Леонтьев Изменение законодательства в сфере авторского права в 2004 году оживило дискуссию по этому поводу, так как этот закон добавлял новый параграф 4 к статье 5 закона от 1993 года, который ясно утверждал, при каких условиях иностранные произведения были защищены в России, используя формулировки статей 18¹ и 18² Бернской конвенции. Тем не менее, Гаврилов продолжил выступать за отсутствие защиты для произведений, выпущенных до 1973 года, утверждая, что это была не столько оговорка к Бернской конвенции, сколько толкование, в то время как другие юристы считали изменения 2004 года избавлением от этой оговорки и утверждали, что закон 72-ФЗ восстановил авторское право в России на произведения, выпущенные до 1973 года. Согласно российским представителям на переговорах о присоединении России к ВТО, закон 72-ФЗ действительно был направлен на аннулирование оговорки о ретроактивности, тем самым восстановив авторские права на иностранные произведения, выпущенные до 1973 года. Российское законодательство в сфере авторского права (ещё до 2004 года) также считало международные договора превалирующими над российскими законами (статья 3). Тем не менее, в этом плане ничего не изменилось, иностранные произведения, обнародованные до 1973 года, по-прежнему принято считать незащищёнными авторским правом в России из-за этой оговорки.

### Другие соглашения
В 2003 году Россия также присоединилась к Римской конвенции, аналогу Бернской конвенции для смежных прав. Присоединение России к конвенции вступило в силу 26 мая 2003 года. Римская конвенция покрывает постановки, фонограммы и передачи. Для фонограмм в конвенции говорится, что защищёнными авторским правом признаются фонограммы, произведённые гражданином подписавшего государства или же опубликованные в подписавшем государстве, причём государствам-подписантам было разрешено выбирать между этими двумя вариантами (статья 5). Россия выбрала применить критерий гражданства и опубликования, назвав критерий фиксирования неприменимым при присоединении к конвенции. Римская конвенция не является ретроактивной и применима только к фонограммам, созданным после, и к постановкам или передачам, произошедшим после присоединения страны к конвенции.
После вступления в силу части IV Гражданского кодекса 1 января 2008 года, Россия присоединилась 5 ноября того же года к Договору по авторскому праву и к Договору по исполнениям и фонограммам (оба договора вступили в силу 5 февраля 2009 года). 22 августа 2012 года Россия также стала членом Всемирной торговой организации.

## Международные отношения
Международные обязательства СССР и России в сфере авторского права послужили началом защиты авторских прав на советские произведения за границей и на некоторые иностранные произведения в СССР или России. В некоторых случаях советские произведения становились защищёнными авторским правом в других странах без наличия международных соглашений в сфере авторского права с этими странами.

### Произведения иностранных авторов в СССР и России
До присоединения СССР к Всемирной конвенции об авторском праве в СССР защита авторских прав могла быть только у тех произведения иностранных авторов, которые были впервые опубликованы на территории СССР или существовали в объективной форме на территории СССР. После того, как СССР присоединился к ВКАП в 1973 году и конвенция вступила в силу в СССР 27 мая 1973 года, иностранные произведения, впервые опубликованные после этой даты, стали защищены авторским правом в СССР, если:
- Автор произведения был гражданином любой из подписавших ВКАП стран, независимо от того, где произошла публикация;
- Произведение было впервые опубликовано в любой другой стране, подписавшей ВКАП, независимо от гражданства его автора.

В дополнение к ВКАП СССР заключил ряд двусторонних соглашений с несколькими странами, среди которых также были две западные страны, что сделало произведения граждан этих стран защищёнными авторским правом в Советском Союзе, даже те, что были опубликованы до 27 мая 1973 года. В случае Австрии, Польши и Швеции это положение применялось к любому произведению, впервые опубликованному в этих странах, независимо от гражданства автора.
С момента присоединения России к Бернской конвенции в 1995 году, следующие иностранные произведения стали защищены авторским правом в России:
- Советские произведения, опубликованные в РСФСР, так же как и произведения авторов, ставших гражданами России после распада СССР, стали защищены законом России об авторском праве 1993 года (с его поправками) из-за строгой его территориальности[29][комм. 12].
- Советские произведения, впервые опубликованные в одной из других 14 республик СССР и созданные авторами, которые не стали гражданами России, стали защищены авторским правом по условиям Московского соглашения[33].
- Произведения граждан стран, которые присоединились к Бернской конвенции, но не присоединились к ВКАП, или произведения, опубликованные в таких странах, стали защищены авторским правом в России в тех случаях, если они были опубликованы после 13 марта 1995 года, когда конвенция вступила в силу в России[45][62].
- Произведения граждан стран, подписавших ВКАП, или произведения, впервые опубликованные в этих странах (независимо от гражданства автора) стали защищены авторским правом в России, если произведения были впервые опубликованы после 27 мая 1973 года. Из-за оговорки России относительно ретроактивности Бернской конвенции это положение применялось в зависимости от того, подписала или нет эта страна Бернскую конвенцию[45].
- Произведения, выпущенные до 1973 года гражданами стран, с которыми СССР или Россия заключали двусторонние соглашения, были защищены авторским правом в России, пока эти соглашения действовали. Это относилось к произведениям граждан Австрии, Армении[30], Венгрии, Кубы, Мадагаскара, Польши, Словакии, Чехии и Швеции, независимо от места опубликования[62]. Это также относилось к произведениям, впервые опубликованным в Австрии, Польше или Швеции, независимо от гражданства автора, так как двусторонние соглашения с этими странами ясно говорили об этом[31].

Иностранные произведения, впервые опубликованные до 1973 года в других странах, изначально не были защищены авторским правом в России. Это изменилось вместе с принятием закона 72-ФЗ от 8 августа 2004 года, который привёл российское законодательство в полное соответствие с Бернской конвенцией. С этого момента иностранные произведения, которые являлись защищёнными авторским правом по Бернской конвенции, стали защищены авторским правом в России, если они были защищены авторским правом в стране происхождения, когда Россия присоединилась к Бернской конвенции (то есть в 1995 году). Россия применила правило более короткого срока: иностранные произведения охраняются авторским правом в течение предусмотренного российскими законами срока в 70 лет после смерти автора, если в стране происхождения не предусмотрен более краткий срок. Это не изменилось после принятия нового Гражданского кодекса, статья 1256 которого сохраняет поправки из закона 72-ФЗ.

### Произведения советских и российских авторов за границей
Ещё до присоединения СССР к ВКАП в 1973 году некоторые советские произведения признавались защищёнными авторским правом в некоторых других странах. Одним широко известным случаем является дело четырёх советских композиторов (Шостаковича, Мясковского, Прокофьева и Хачатуряна) против кинокомпании 20th Century Fox. 20th Century Fox использовала музыку этих четырёх композиторов в своём фильме «Железный занавес», указав их в титрах к нему. Композиторы начали судебный процесс против кинокомпании, утверждая, что использование их имён и музыки в фильме, чья тема вызывала у них неодобрение и была негативно настроена по отношению к советской идеологии, дискредитировала их и нарушила их гражданские права. В США суд отклонил их претензии, в особенности из-за того, что произведения этих композиторов были в общественном достоянии в США, так как в то время не было никаких соглашений в сфере авторского права с СССР. Сами композиции также не были искажены, так что суд посчитал, что моральные права авторов также не были нарушены.
Композиторы также разместили исковое заявление по этому вопросу во Франции. До 1964 года французское законодательство относилось к французским и иностранным авторам одинаково, их произведениям предоставлялась одинаковая защита авторских прав. По решению Кассационного суда Франции в 1959 году претензии заявителей были удовлетворены: суд постановил, что произведения иностранных авторов защищены авторским правом во Франции и что произведения этих композиторов также защищены авторским правом. Суд нашёл их моральные права нарушенными и постановил конфисковать фильм.
Другим способом, по которому советские произведения становились защищёнными авторским правом за пределами Советского Союза, была контрабанда рукописей за пределы СССР, чтобы произведение было впервые опубликовано за границей. Такая практика была известна в СССР как «тамиздат» и могла вызвать серьёзные последствия для советских авторов, но всё равно использовалась как один из немногих способов обойти государственную цензуру. Побочным действием тамиздата было то, что таким произведениям предоставлялись авторские права в стране опубликования. Если эта страна была участником Бернской или Женевской конвенций, произведение также было защищено авторским правом во всех государствах-подписантах этих соглашений, так как оба они расширяли авторское право на произведения граждан стран, не подписавших соглашение, если эти произведения были впервые опубликованы в государствах-подписантах. Известным случаем «тамиздата» является роман Бориса Пастернака «Доктор Живаго», который, после отказа в публикации со стороны советских издателей, был впервые опубликован в итальянском переводе в Италии в 1957 году. Так как Италия являлась государством-подписантом и ВКАП, и Бернской конвенции, произведение стало защищено авторским правом во всех подписавших эти конвенции странах. Пастернак был исключён из Союза писателей и после того, как он был награждён Нобелевской премией по литературе в 1958 году, ему пришлось отказаться от принятия этой награды.
Ранние советские авторы иногда получали выгоду от защиты авторских прав в других странах естественным путём. Максим Горький и Сергей Прокофьев, например, жили некоторое время за границей и публиковали свои произведения в других странах, которые были подписантами Бернской конвенции. Эти их произведения были защищены авторским правом во всех государствах-подписантах Бернской конвенции. После случая с «Доктором Живаго», советские издательства стали больше осознавать возможность иметь советские произведения, защищённые Бернской конвенцией. Советские государственные организации начали организовывать (одновременное) первое опубликование некоторых советских произведений в государстве-подписанте Бернской конвенции. Например, роман Михаила Шолохова «Они сражались за Родину» был впервые официально опубликован в Италии.
Когда СССР присоединился к Всемирной конвенции об авторском праве, все советские произведения, опубликованные 27 мая 1973 года или после этой даты, стали защищены авторским правом во всех государствах-подписантах ВКАП. Это оставалось неизменным до распада СССР, после которого произошёл и распад законодательства в сфере авторского права. Появление 15 независимых государств также означало и появление 15 независимых версий законодательства об авторском праве, каждого со своей юрисдикцией, определяемой территорией нового государства-правопреемника. Благодаря Московскому соглашению советские произведения, впервые опубликованные в РСФСР и бывшие из-за этого предметом российского законодательства стали защищены авторским правом во всех других странах СНГ, даже если они были опубликованы до 1973 года.
С момента присоединения России к Бернской конвенции в 1995 году следующие российские и советские произведения стали защищены авторским правом за пределами России:
- Все произведения, защищённые в России в 1995 году, когда Россия присоединилась к Бернской конвенции, стали защищёнными авторским правом в других странах Бернского соглашения[44]. Из-за ретроактивности российского закона 1993 года это также включало в себя и множество советских произведений, выпущенных до 1973 года[71], а именно все произведения, опубликованные в 1945 году или позднее, а также более старые произведения авторов, умерших или реабилитированных в 1945 году или позднее (или в 1941 году для авторов, которые жили во время Великой Отечественной войны), если эти произведения были впервые опубликованы в РСФСР (или в России) или если автор стал гражданином России после распада СССР[72].
- Все произведения, защищённые авторским правом в России 1 января 1996 года, в дату вступления в действия Uruguay Round Agreements Act[англ.], стали защищены авторским правом в США в тот же день. Это также включало все произведения, перечисленные выше, но используя годы 1946 или 1941 вместо 1945 или 1941 соответственно[73].
- В странах, имевших двусторонние соглашения с СССР, советские работы, опубликованные и до 1973 года (из любой из 15 республик), были защищены авторским правом и до этого момента[20].

## Комментарии
1. ↑  Эльст указывает, что советские произведения могли быть бесплатно переведены в Болгарии из-за этой взаимности, так как свобода перевода предоставлялась советским законом.
2. ↑  Ньюсити пишет, что соглашение с Венгрией распространялось только на граждан, находящихся в Венгрии и СССР. Из-за большего числа бесплатных использований эти двусторонние соглашения работали во вред советским авторам из-за более широкого списка бесплатных использований в советском законодательстве, из-за чего авторы не могли получить вознаграждение, предписываемое им по венгерским или болгарским законам.
3. ↑  Статья 190¹ была введена в Уголовный кодекс РСФСР в 1966 году после процесса Андрея Синявского и Юлия Даниэля, в которых обвинению было тяжело подтвердить намерение вреда, требуемое 70-й статьёй. Новая статья 190¹ сделала уголовно наказуемым «распространение заведомо ложных измышлений, порочащих советский государственный и общественный строй». Похожие положения существовали и в уголовных кодексах других республик, например, статьи 62 и 187 Уголовного кодекса Украинской ССР.
4. ↑  Эльст указывает, что французские суды не признали действующими во Франции национализации в 1919 году работ 17 композиторов.
5. ↑  Эльст указывает, что соглашение со Швецией также распространялось на фотографии и включало в себя защиту моральных прав.
6. ↑  США заключила похожие соглашения с другими государствами, которые образовались на территории СССР. См. Circular 38a.
7. ↑  Как ЮНЕСКО, так и Бюро регистрации авторских прав США считают все страны СНГ подписавшими ВКАП (1952) 27 мая 1973 года. См. Circular 38a.
8. ↑  «Эффективная взаимная основа» означает преимущества, предоставленные Россией третьей стране только из-за того, что данная страна предоставила аналогичные преимущества России в двустороннем соглашении.
9. ↑  Подшибихин, Леонтьев, 2002. Подшибихин и Леонтьев объясняют представленный здесь аргумент, используя дело 1995 года ИТАР-ТАСС против Russian Kurier в качестве примера. После защиты российской практики, Подшибихин и Леонтьев высказывают мнение, что продолжающееся применение оговорки об отсутствии ретроактивности становится проблемой для международных отношений России и должно быть прекращено. Затем они объясняют необходимые изменения закона 1993 года, которые смогут предоставить необходимое по Бернской конвенции возвращение авторских прав. Их предлагаемые изменения совпадают с теми, что были сделаны в 2004 году законом 72-ФЗ.
10. ↑  Положения о восстановлении авторских прав, принятые при Uruguay Round Agreements Act[англ.], содержатся в секции 104А раздела 17 Кодекса США. См. также Circular 38b.
11. ↑  Кроме того, авторские права на иностранные произведения были признаны предметом правила более короткого срока.
12. ↑  См. также статью 5 закона «Об авторском праве и смежных правах», защищающую произведения российских граждан и произведения, «обнародованные на территории Российской Федерации», что совпадает с территорией бывшей РСФСР.